# 2020 en Papouasie-Nouvelle-Guinée
Cet article présente les faits marquants de l'année 2020 en Papouasie-Nouvelle-Guinée.

## Évènements
- 21 mars : en réponse à la pandémie de maladie à coronavirus de 2019-2020, la Papouasie-Nouvelle-Guinée, qui n'a pas encore de malades recensés sur son territoire, suit l'exemple de l'Australie et de la Nouvelle-Zélande et interdit l'accès à son territoire national à toute personne qui n'est ni citoyenne, ni résidente permanente, faisant exception pour les médecins et conseillers étrangers pouvant aider le pays à lutter contre le virus[1].
- 12 août au 1er septembre : élection présidentielle et élections législatives à Bougainville.